# Lindi (region)

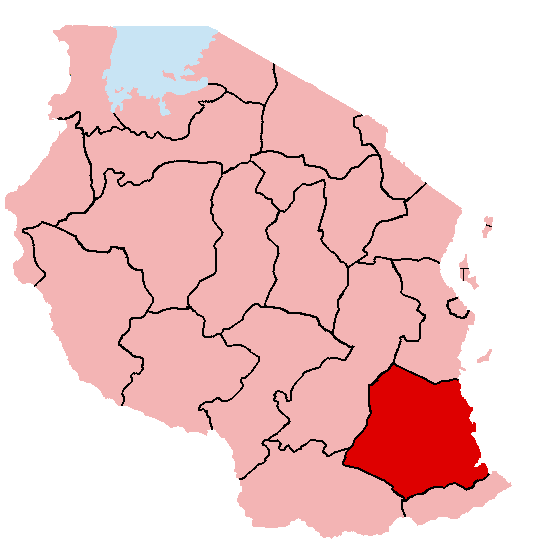
Lindiregionens läge i Tanzania.

Lindi är en av Tanzanias 26 regioner och är belägen i den sydöstra delen av landet, med kust mot Indiska oceanen. Den har en beräknad folkmängd av 905 480 invånare 2009 på en yta av 67 000 km². Administrativ huvudort är staden Lindi. Lindiregionen bildades den 1 juli 1972, från att tidigare varit en del av Mtwara. Selous viltreservat, världens näst största naturreservat, omfattar en stor del av regionens västra delar. 

## Administrativ indelning
Regionen är indelad i sex distrikt:
- Kilwa
- Lindi landsbygd
- Lindi stad
- Liwale
- Nachingwea
- Ruangwa

## Urbanisering
Regionens urbaniseringsgrad beräknas till 23,65 % år 2009, en uppgång från 22,56 % året innan. Den största staden i regionen är Lindi, med ytterligare två orter över 10 000 invånare. 
| Ort          | Distrikt   | Invånarantal 2002 |
| ------------ | ---------- | ----------------- |
| Lindi        | Lindi stad | 29 178            |
| Nachingwea   | Nachingwea | 18 810            |
| Liwale Mjini | Liwale     | 14 096            |